# Тульська (станція метро)
55°42′31″ пн. ш. 37°37′21″ сх. д. / 55.7086111211° пн. ш. 37.62250001° сх. д.
«Тульська» (рос. Тульская) — станція Серпуховсько-Тимірязєвської лінії Московського метрополітену. Розташована між станціями «Серпуховська» і «Нагатінська». Відкрита 8 листопада 1983 у складі першої черги Серпуховської лінії: «Серпуховська» — «Південна».

## Оздоблення
Оздоблення станції присвячено тульським зброярам. Колійні стіни станції оздоблені білим мармуром, підлога викладена сірим гранітом. Краї склепіння прикрашені геометричним орнаментом по бетону. У центрі білосніжного склепіння розташовані оригінальні ромбічні світильники. На гранітному килимі станції встановлені лави з інформаційними покажчиками.

## Технічна характеристика
Конструкція станції — односклепінна мілкого закладення (глибина закладення — 9,5 м). Споруджена з монолітного залізобетону за типовим проектом.

## Колійний розвиток
Станція без колійного розвитку.

## Вестибюлі і пересадки
Має два підземних вестибюлі, які розташовані між Великою Тульською вулицею і Холодильним провулком. Поблизу станції — площа Серпуховська застава, Подольське шосе, вулиці Люсиновська, Даниловський та Серпуховський вал.

### Пересадки
- Залізничну платформу Тульська
- Автобуси: м9, м86, м90, м95, е85, 41, 121, c799, с910, 965, н8;
- Трамваї: 3, 38, 39, 47